# Гапонов, Юрий Владимирович
Ю́рий Влади́мирович Гапо́нов (3 сентября 1934, Свердловск — 21 декабря 2009, Дубна) — советский и российский физик-теоретик. Занимал должность заместителя директора по научной работе Института молекулярной физики РНЦ «Курчатовский институт».
Главными направлениями научной деятельности являлись физика элементарных частиц и слабого взаимодействия. Имеет крупные достижения в области нейтринной физики, физики ядерного бета-распада, двойного бета-распада, математической физики, физики изотопов.

## Биография
В 1952 году поступил на физический факультет МГУ. Окончил учёбу в 1958 году, защитив диплом под руководством И. С. Шапиро. С 1963 года работал в Курчатовском институте под руководством А. Б. Мигдала.

## Научные достижения
В ходе выполнения дипломной работы в университете изучал нарушение чётности в слабых взаимодействиях на примере β-γ-корреляций при β-распаде атомных ядер. Провёл первый в мире расчёт этих корреляций.
В 1965 году опубликовал фундаментальную работу по определению сечения процесса нейтринной диссоциации дейтрона в нейтральном канале. Этот процесс был открыт экспериментально только 8 лет спустя. На его основе были проведены первые эксперименты по изучению нейтринных осцилляций, позволившие решить проблему дефицита солнечных нейтрино.
Под научным руководством А. Б. Мигдала на основе теории конечных ферми-систем изучает структуру атомного ядра. Ю. В. Гапонов предсказал эффект гигантского гамов-теллеровского резонанса, позволившего глубже понять природу коллективных явлений в ядре, а также рассчитать процессы, происходящие при β-распаде.
Изучая изотопы, пытался обнаружить эффекты, выходящие за рамки существовавшей на тот момент теории элементарных частиц.
В последние годы предложил новый подход к теории майорановского нейтрино, основанный на применении паулиевской симметрии. В рамках развитого подхода показал, что наиболее вероятна нормальная иерархия масс нейтрино, и оценил абсолютные значения этих масс. Также получил новые связи между значениями углов нейтринного смешивания.
Умер 21 декабря 2009 года в Дубне.

## Награды
- лауреат премии им. И. В. Курчатова